# Väster-Stavarsjön
Väster-Stavarsjön är en sjö i Åsele kommun i Lappland och ingår i Gideälvens huvudavrinningsområde. Sjön har en area på 1,08 kvadratkilometer och ligger 254,1 meter över havet. Sjön avvattnas av vattendraget Stavarsjöbäcken.

## Delavrinningsområde
Väster-Stavarsjön ingår i det delavrinningsområde (710053-162011) som SMHI kallar för Utloppet av Väster-Stavarsjön. Medelhöjden är 266 meter över havet och ytan är 2,84 kvadratkilometer. Räknas de 4 avrinningsområdena uppströms in blir den ackumulerade arean 44,53 kvadratkilometer. Stavarsjöbäcken som avvattnar avrinningsområdet har biflödesordning 3, vilket innebär att vattnet flödar genom totalt 3 vattendrag innan det når havet efter 116 kilometer. Avrinningsområdet består mestadels av skog (42 procent) och sankmarker (19 procent). Avrinningsområdet har 1,08 kvadratkilometer vattenytor vilket ger det en sjöprocent på 38 procent.